# Estepa
La estepa (del francés: steppe, y este del ruso: степь, step, AFI: sʲtʲepʲ) es un bioma que consiste en un territorio de vegetación herbácea, propio de climas extremos y escasas precipitaciones. También se asocia a un semidesierto frío, para establecer una diferencia con las sabanas de climas cálidos. Estas regiones se encuentran lejos del mar, con clima árido continental, una gran variación térmica entre verano e invierno y precipitaciones que no llegan a los 500 mm anuales. Predominan las hierbas bajas y los matorrales. El suelo contiene muchos minerales y poca materia orgánica; también hay zonas de estepa con un alto contenido en óxido de hierro, lo que otorga una tonalidad rojiza a la tierra.

## Localizaciones

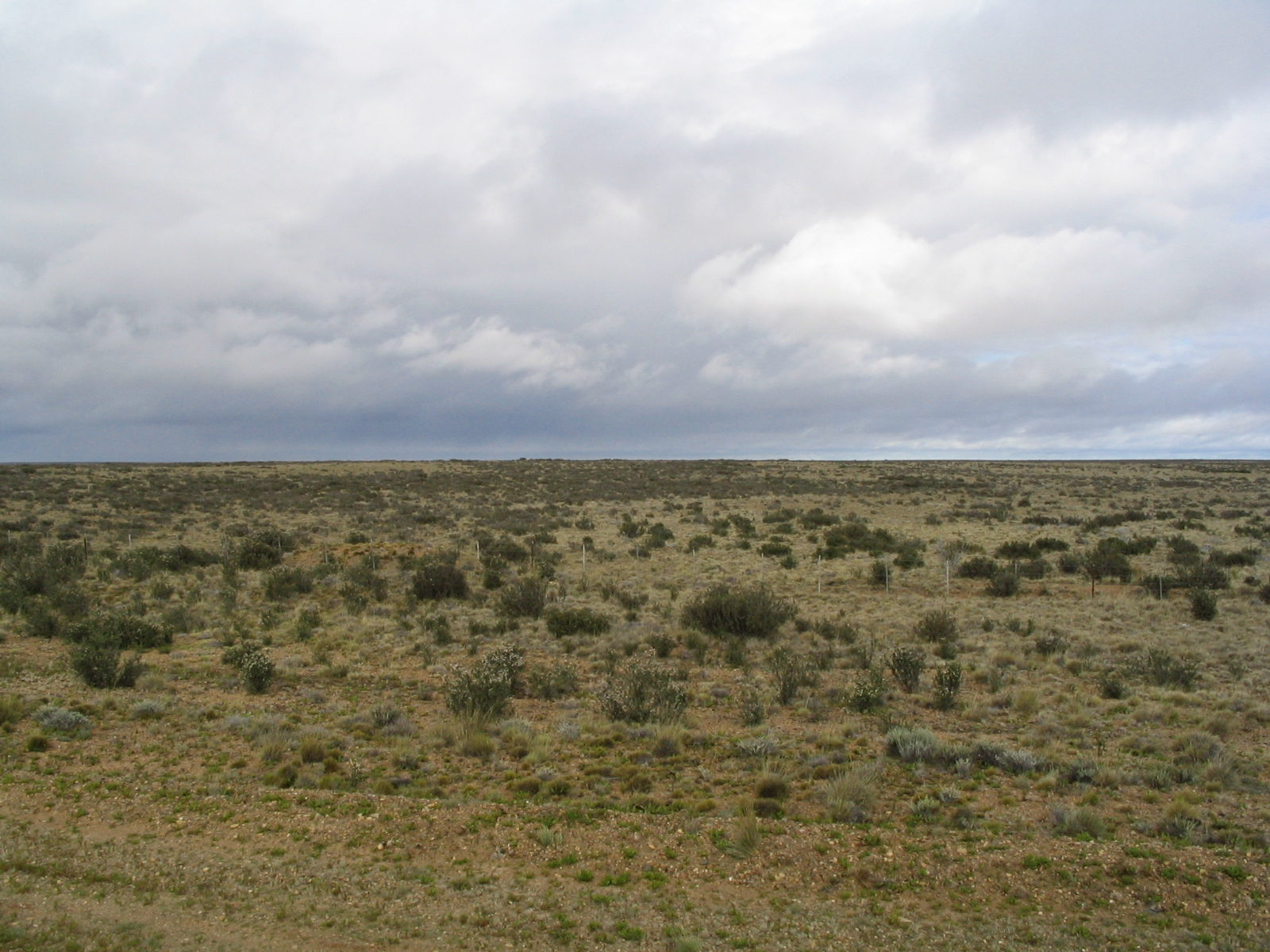
Fría estepa patagónica cerca de Fitz Roy, Argentina.

### Estepa fría
La mayor región esteparia del mundo, a menudo denominada "la Gran Estepa", se encuentra en Europa Oriental y Asia Central, y los países vecinos que se extienden desde Ucrania en el oeste a través de Rusia, Kazajistán, Turkmenistán y Uzbekistán hasta las cordilleras de Altái, Koppet Dag y Tian Shan en China.
Las zonas interiores de Anatolia en Turquía, Anatolia Central y Anatolia Oriental en particular, y también algunas partes del sureste de Anatolia, así como gran parte de Armenia e Irán, están dominadas en gran medida por la estepa fría.
La llanura panónica es otra región esteparia de Europa Central, centrada en Hungría pero que también incluye partes de Eslovaquia, Polonia, Ucrania, Rumanía, Serbia, Croacia, Eslovenia y Austria.
Otra gran zona esteparia (pradera) se encuentra en el centro de Estados Unidos, el oeste de Canadá y el norte de México. La estepa de pradera corta es la parte más occidental de la región de las Grandes Llanuras. La meseta de Columbia, en el sur de la Columbia Británica, Oregón, Idaho y el estado de Washington, es un ejemplo de región esteparia en Norteamérica fuera de las Grandes Llanuras.
En Sudamérica, la estepa fría se encuentra en la Patagonia y en gran parte de las regiones de gran altitud al este de los Andes meridionales.
En el interior de la Isla Sur de Nueva Zelanda se pueden encontrar zonas esteparias relativamente pequeñas.
En Australia, existe una región de estepa templada de tamaño moderado en las regiones septentrional y noroccidental de Victoria, que se extiende hasta las regiones meridional y central de Nueva Gales del Sur. Esta zona limita con el interior semiárido y árido de Australia, que se encuentra más al interior del continente.

### Estepa subtropical
En Europa, algunas zonas mediterráneas presentan una vegetación de tipo estepario, como el centro de Sicilia en Italia, el sur de Portugal, partes de Grecia en la zona sur de Atenas, y el centro-este de España, especialmente la costa sureste (alrededor de Murcia), y lugares aislados de una humedad adecuada debido a los efectos de la sombra de la lluvia, como Zaragoza.
En Asia, se puede encontrar una estepa subtropical en las tierras semiáridas que bordean el desierto de Thar en el subcontinente indio, así como en gran parte del subcontinente indio, como gran parte de la meseta del Decán, a la sombra de los Ghats occidentales, y la Badia del Levante.
En Australia, la estepa subtropical se encuentra en un cinturón que rodea los desiertos más severos del continente y alrededor de la cordillera Musgrave.
En Norteamérica, este ambiente es típico de las zonas de transición entre las zonas de clima mediterráneo y los verdaderos desiertos, como Reno (Nevada), el interior de California y gran parte del oeste de Texas y zonas adyacentes de México.
En Sudamérica, se encuentran áreas con clima semitropical húmedo generalmente, a la latitud de los trópicos, del lado centro-oriental del Subcontinente. Estas regiones presentan tanto las desventajas de los climas tropicales (vernalización exigua), como las desventajas de los climas subtropicales (inviernos con heladas) que afectan a las plantas herbáceas. En América del Sur el clima abarcan la franja central de Paraguay, con eje en el río homónimo, en el noreste de Argentina, en el este de las provincias de Formosa y Chaco, y el extremo norte de la de Corrientes. Algunas veces se considera que la influencia de este clima se extiende arrancando desde el sudoeste del estado de Mato Grosso del Sur.

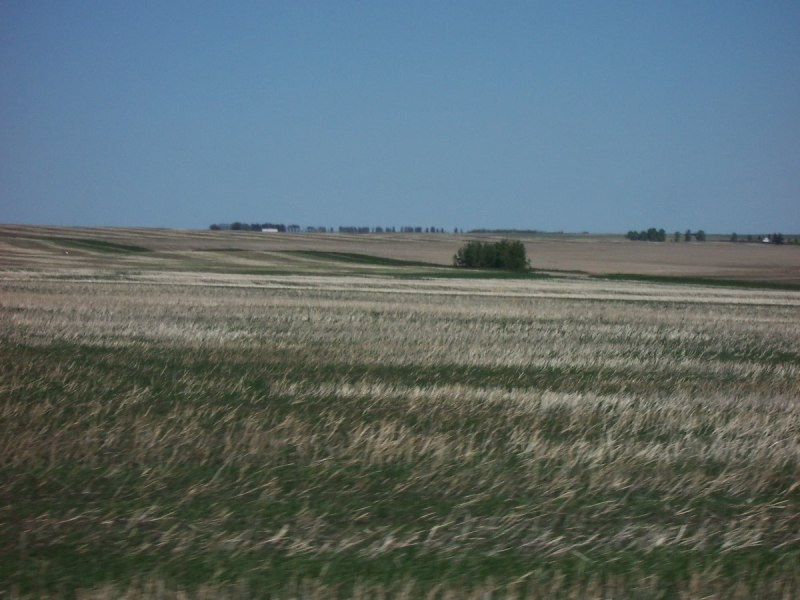
Pradera en Alberta, Canadá.
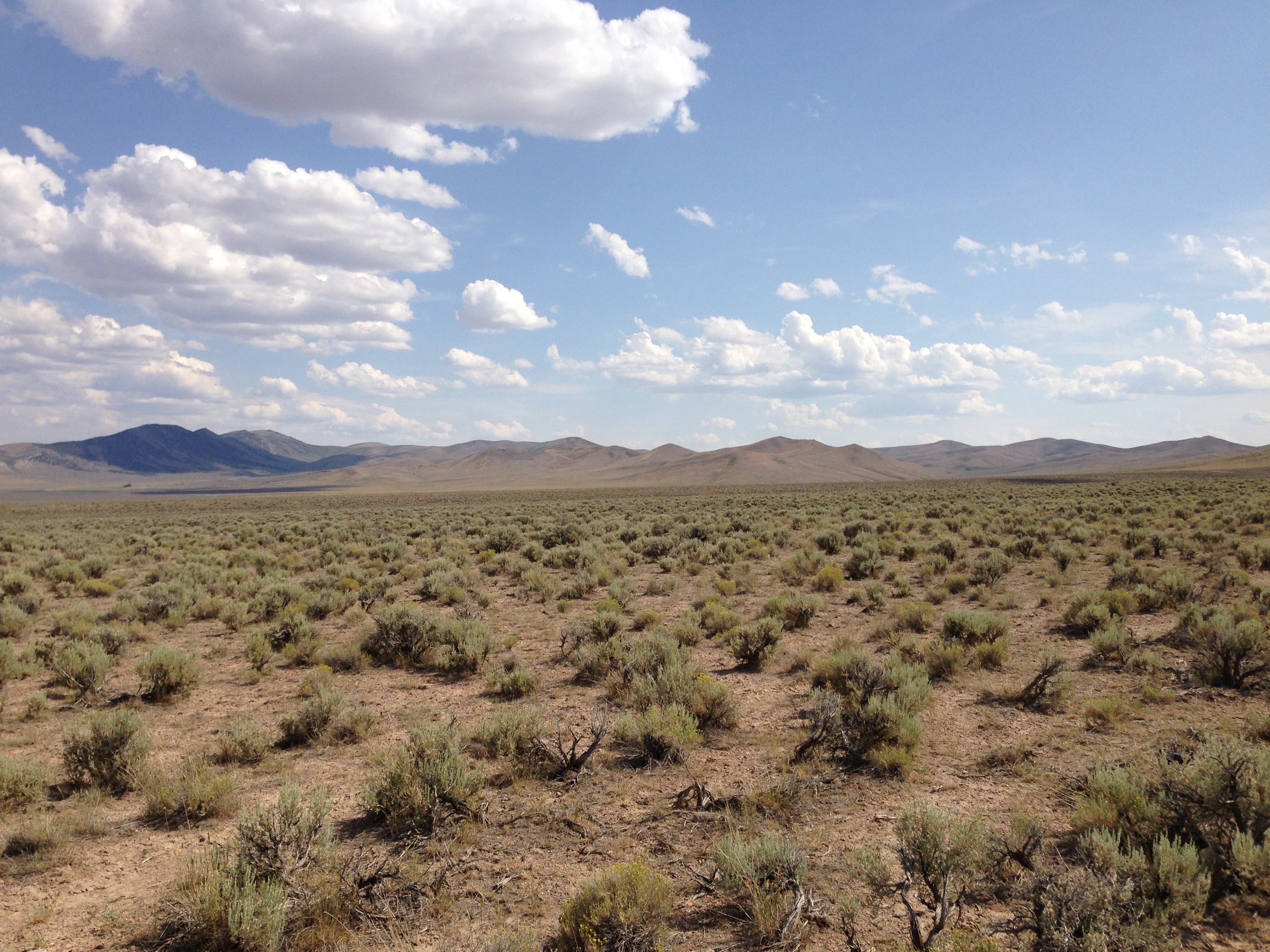
Estepa de artemisa en el noreste de Nevada a lo largo de la carretera US 93 en los Estados Unidos de América.

## Tipos de estepas

### Estepa asiática
Las estepa están asociadas con un clima continental semiárido caracterizado por veranos calurosos e inviernos fríos y secos.
La estepa desértica es una parte del bioma estepa, la zona de transición o ecotón entre la estepa propiamente dicha y el desierto. A menudo se distingue la estepa desértica del desierto estépico o desierto-estepa, este segundo presentaría un nivel de aridez aún mayor. A veces las dos zonas se clasifican como semidesierto, otras veces se consideran como «estepa» (la estepa desértica) o como «desierto» (el desierto estépico).
La mayoría del Tíbet se encuentra por encima de los 4.000 metros de altitud y, por tanto, se trata de jaras desérticas de gran altitud con temperaturas y pluviometría bajas. En invierno el clima de la meseta tibetana está controlado por la zona anticiclónica siberiana y de Mongolia y el tiempo resulta muy frío y árido. En verano, en cambio, está controlado por las bajas presiones de la India y el tiempo es más cálido y húmedo. Por tanto, predominan las lluvias de verano por lo que la eficiencia de la lluvia por la productividad vegetal resulta alta. En el norte de la meseta tibetana la estación de crecimiento de las plantas sólo abarca de 2 a 3 meses.
Los suelos típicos de la estepa desértica de Mongolia son los castaños  mientras que en la estepa típica lo son los chernozems y en el desierto los marrones desérticos
En Mongolia la precipitación media de la zona de la estepa desértica es de 100 litros al año, en general la precipitación de las estepas desérticas en esta zona es inferior a 200 y superior a 100 litros. Las especies de plantas que dominan son: Reaumuria soongarica, Salsola passerina, Stipa gobica/glareosa, Anabasis brevifolia, Cleistogenes songorica, Iris bungei, Caragana bungei, Artemisia schischkinii.
Debido a las duras condiciones climáticas, las estepas están  habitadas por una escasa variedad de especies animales y manadas de herbívoros como los caballos. También hay una gran variedad de roedores y aves corredoras que suelen migrar en busca de agua. Entre los animales adaptados a este tipo de bioma están los siguientes: águila de las estepas, antílope saiga, avutarda, caballo de Przewalski, grulla damisela, marmota bobac, rata topo Spalax menor y tortuga rusa.
La vegetación de esta zona es de tipo xerófila, es decir, plantas adaptadas a la escasez de agua con raíces profundas. Entre las plantas están las siguientes: ajenjo negro, espiguilla azul, gagea, hierba crestada, juncia, ranúnculo. En Mongolia existen conejos, zorros y lobos.

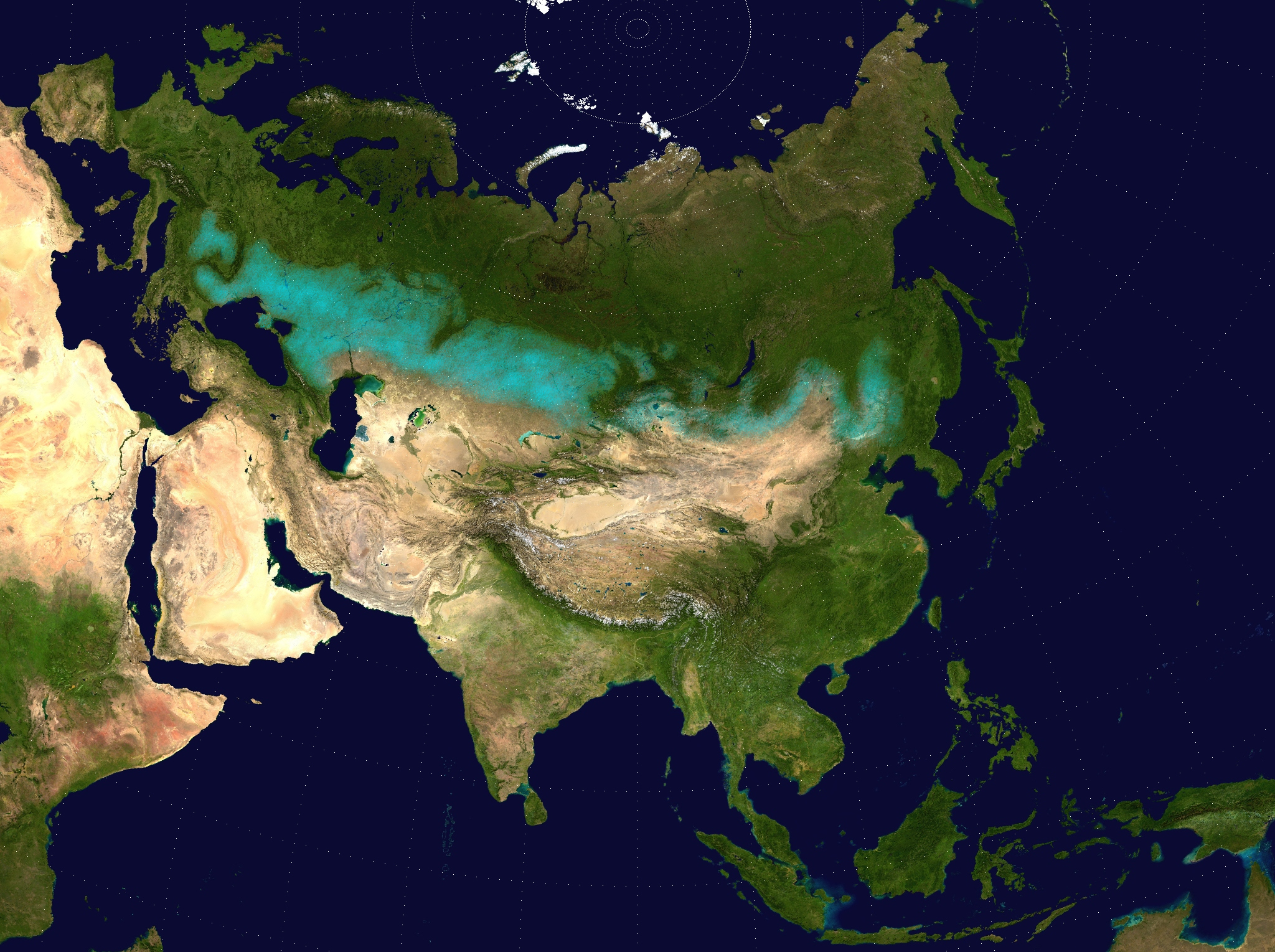
El cinturón de la estepa euroasiática (en color en el mapa), un camino de tránsito de diversas culturas.

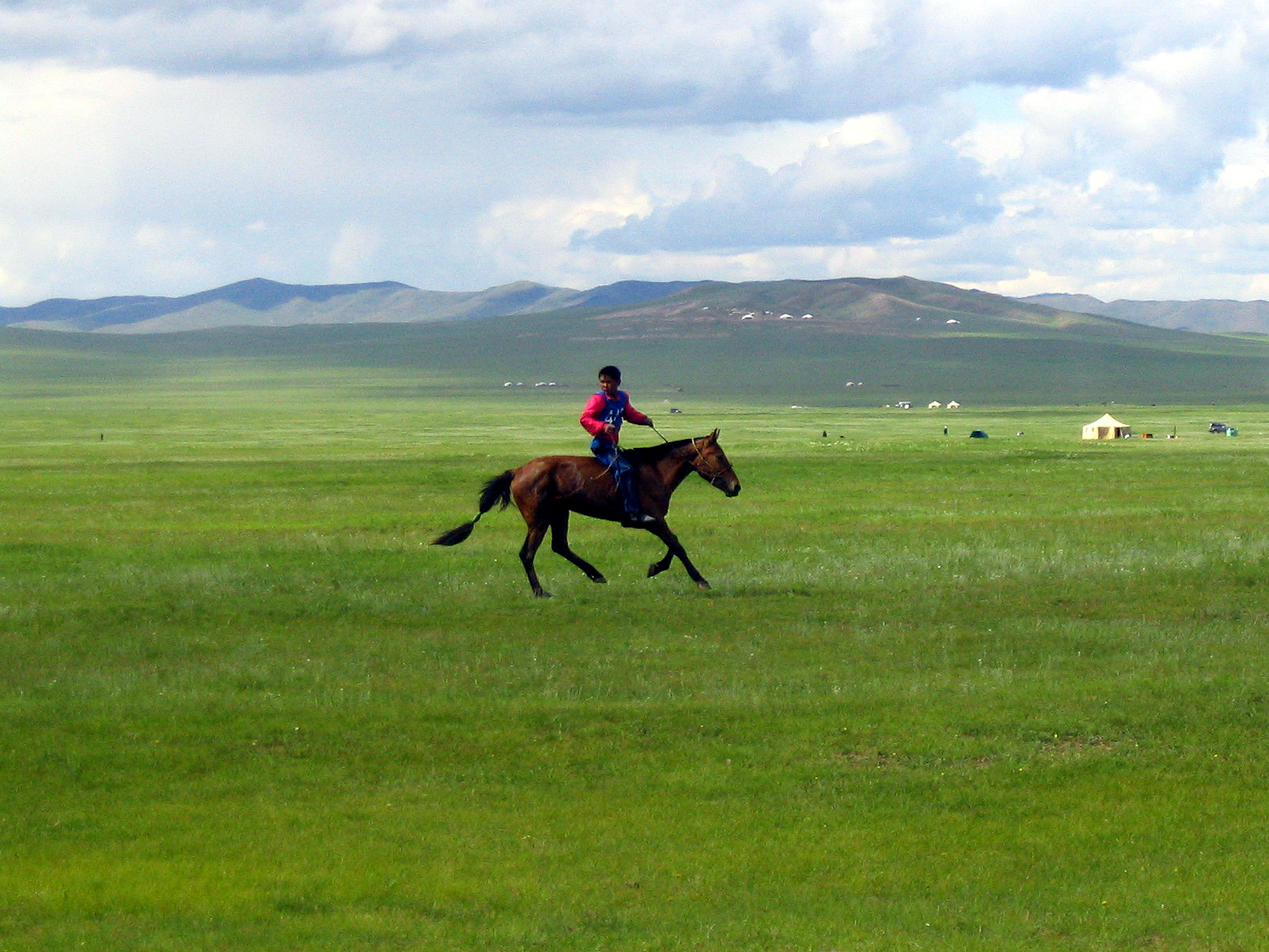
Estepa en Mongolia.

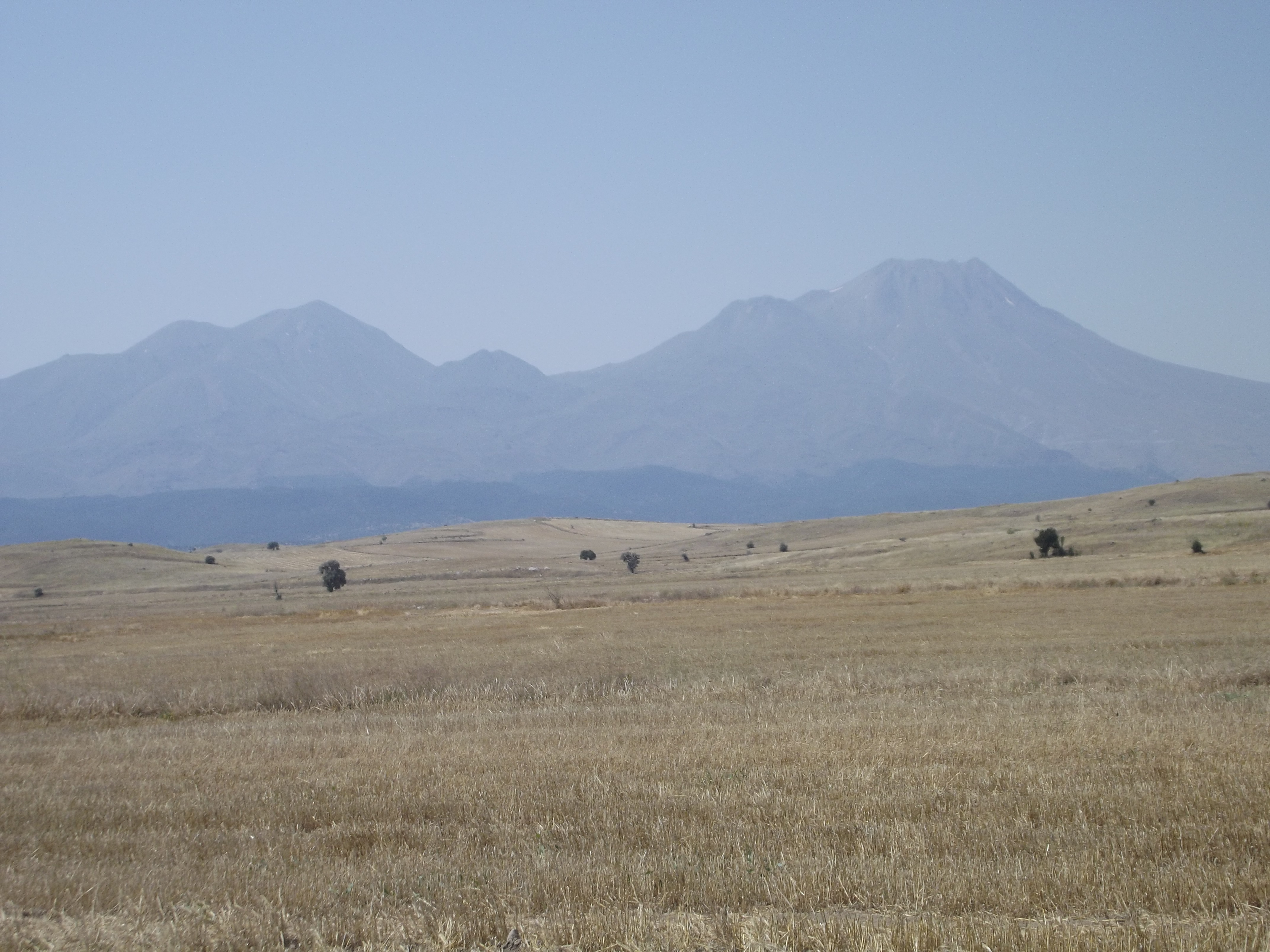
Estepa en Turquía.

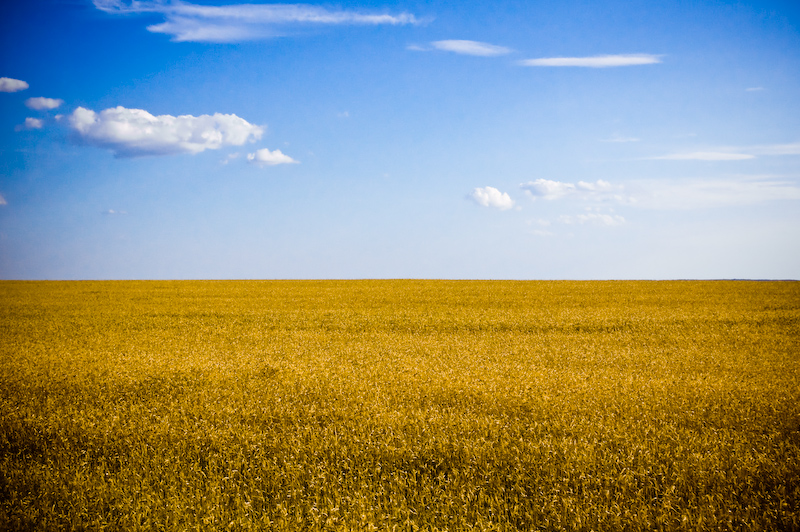
Estepa en Ucrania.

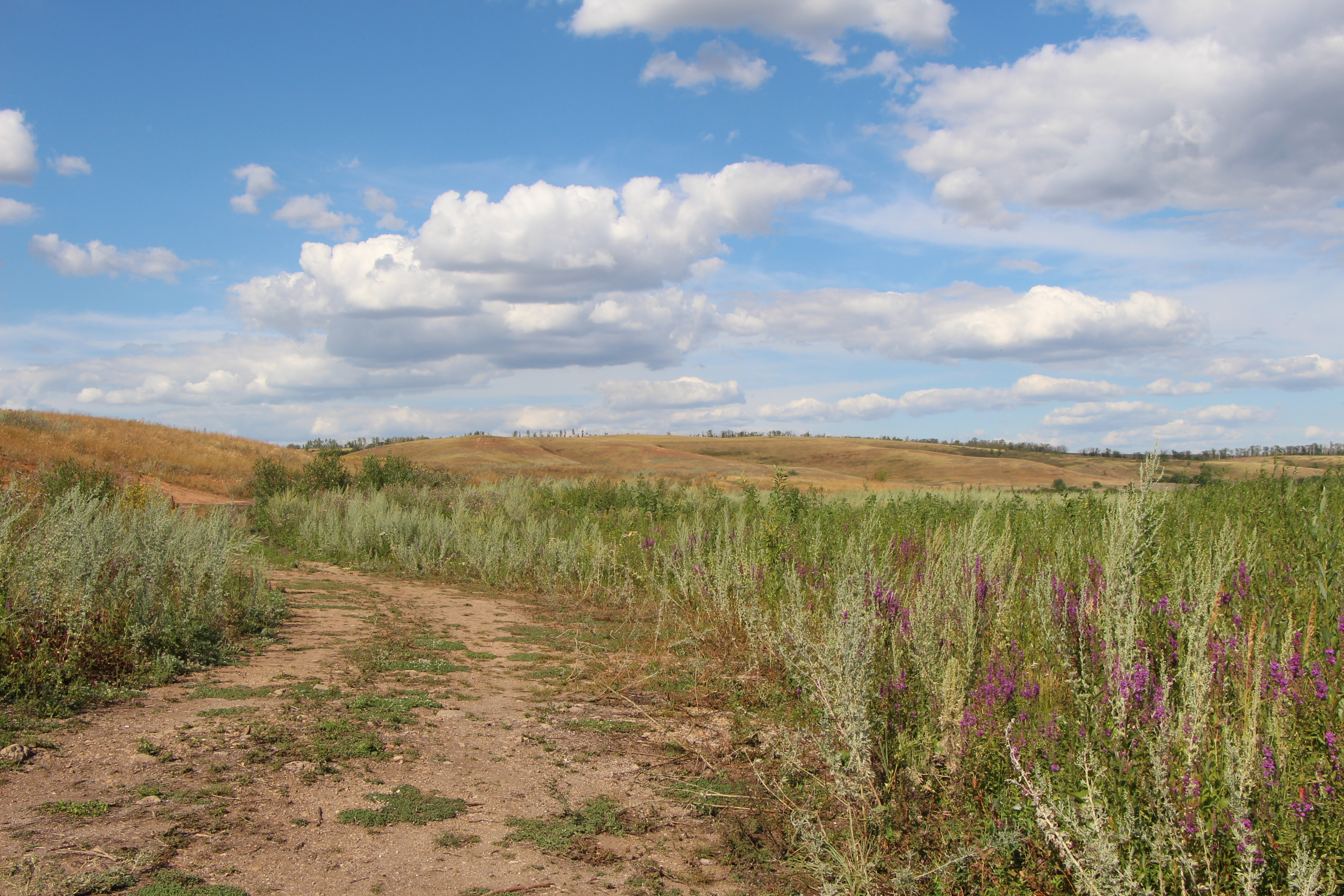
Estepa en Rusia.

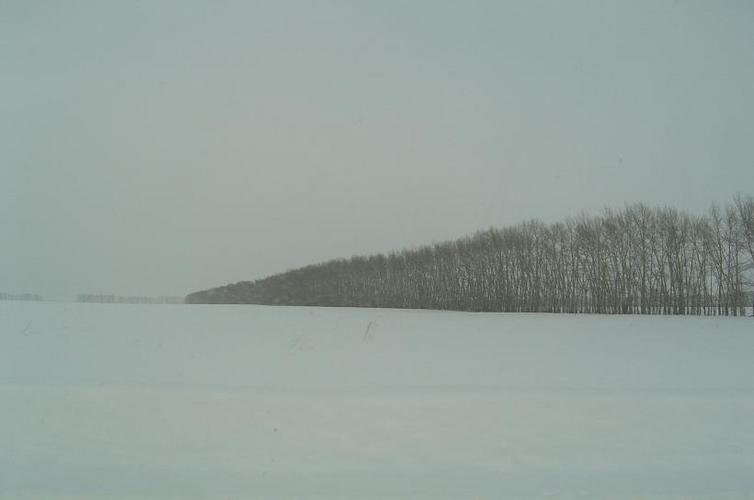
Estepa en el sur de Siberia.

### Estepa norteamericana
En Norteamérica las Grandes Llanuras se extienden desde el sur de Canadá hasta el norte de México, en los estados estadounidenses de Colorado, Kansas, Montana, Nebraska, Nuevo México, Dakota del Norte, Oklahoma, Dakota del Sur, Texas y Wyoming. Son un tipo de estepa que se caracteriza por un clima menos severo que el de las estepas asiáticas.
La estepa norteamericana está habitada por perritos de la pradera, bisontes americanos y otros.
La vegetación de la estepa norteamericana está dominada por praderas y pasto que crece a baja altura.

### Estepa mediterránea
Las zonas del planeta con un clima mediterráneo poseen algunas áreas con características propias de estepas cálidas. En Europa, algunas regiones alrededor del mar Mediterráneo tienen un clima y vegetación similar a la de otras estepas, como en Sicilia (Italia), Los Monegros o La Mancha (España). Así como la pampa magallánica y el Norte Chico en Chile, también tienen un clima similar al de una estepa.
La temperatura varía mucho: los días son muy calurosos y las noches, muy frías. Entre las plantas típicas de la Puna está el cardón, un cactus que alcanza varios días sin tomar agua. Los seres vivos están adaptados a este clima extremo y tienen un pelaje que los aísla del calor del día y del frío de la noche. Otros, como las chinchillas, hacen cuevas para protegerse. También hay aves, como el ñandú de la puna y el cóndor de los Andes, que se encuentran en peligro de extinción.

### Estepa patagónica
La estepa patagónica, ubicada principalmente en el sur de Argentina y Chile, es una vasta región semiárida que forma un bioma distintivo caracterizado por condiciones climáticas duras y ecosistemas únicos. Se extiende por una porción significativa del cono sur de América del Sur, y se caracteriza por sus amplias llanuras sin árboles y una vegetación baja y arbustiva, ofreciendo un marcado contraste con los bosques y las cadenas montañosas cercanas.
Una de las características más definitorias de la estepa´patagónica es su clima árido. La región está fuertemente influenciada por los vientos fríos y secos del Hemisferio Sur, que son canalizados a través de la cordillera de los Andes. Esto resulta en precipitaciones limitadas, generalmente entre 100 y 400 mm anuales, con la mayor parte de la lluvia ocurriendo durante los meses de invierno. Los veranos son secos y ventosos, lo que contribuye a la apariencia desértica de la región. Las temperaturas promedio son frescas, con máximas de verano rara vez superando los 25 °C, mientras que los inviernos pueden ser extremadamente fríos, con temperaturas que bajan por debajo de cero.
La vegetación en la estepa patagónica es escasa y está adaptada al entorno desafiante. Las plantas dominantes incluyen arbustos de bajo crecimiento, pastos y especies resistentes a la sequía. Algunas especies típicas son la ajedrea (Artemisia), los pastos en macollas y arbustos espinosos como la mata negra y el neneo. La flora está altamente adaptada para resistir temperaturas extremas, vientos fuertes y escasa disponibilidad de agua. Aunque la región carece de los bosques exuberantes que se encuentran en otras partes de la Patagonia, la estepa aún sostiene una sorprendente diversidad de vida vegetal, especialmente en áreas con microclimas ligeramente más favorables, como a lo largo de los ríos y en valles resguardados.
La fauna de la estepa patagónica también está especialmente adaptada al entorno hostil. Entre los animales comunes se encuentran los guanacos, un tipo de camélido sudamericano que está bien adaptado para pastar en el paisaje árido. Otras especies notables son el mara patagónico, un tipo de roedor que vive en madrigueras, y diversas especies de zorros, como el culpeo. La estepa también alberga una variedad de aves, incluyendo el ñandú, un ave parecida al avestruz, y numerosas especies migratorias que hacen escala en la región. Los depredadores como el puma y el cóndor andino se encuentran en la cima de la cadena alimenticia, cazando mamíferos y aves más pequeñas.
La introducción de animales foráneos en la Estepa Patagónica ha tenido consecuencias ecológicas significativas, ya que estas especies a menudo alteran el equilibrio de los ecosistemas nativos. Entre las introducciones más notables se encuentran las ovejas y los jabalíes, traídos a la región por los colonos europeos en el siglo XIX. Las ovejas fueron introducidas para la producción de lana y pastoreo, pero sus grandes poblaciones han provocado sobrepastoreo, lo que afecta negativamente a la vegetación nativa, reduce la biodiversidad de las plantas y contribuye a la erosión del suelo. Los jabalíes, traídos originalmente para la caza, se han convertido en una especie invasora, depredando fauna nativa y compitiendo con la fauna local por los recursos alimenticios. Estos animales introducidos, junto con otras especies no nativas, han alterado la dinámica natural de la Estepa Patagónica, presentando desafíos para los esfuerzos de conservación destinados a preservar la flora y fauna autóctonas de la región.
Además de su biodiversidad única, la estepa Patagónica es un área de gran importancia geológica. Sus vastas llanuras azotadas por el viento a menudo están salpicadas de formaciones rocosas, valles y salares. Este paisaje accidentado, combinado con el clima severo, ha creado un entorno natural que permanece en su mayoría intacto por el desarrollo humano. La Estepa Patagónica es una parte esencial de la región patagónica, contribuyendo a la diversidad ecológica general y proporcionando un hábitat importante para una variedad de especies.